# Dysschema damon
Dysschema damon là một loài bướm đêm thuộc phân họ Arctiinae, họ Erebidae.